# Monda fragilissima
Monda fragilissima är en fjärilsart som beskrevs av Embrik Strand 1911. Monda fragilissima ingår i släktet Monda och familjen säckspinnare. Inga underarter finns listade i Catalogue of Life.